# Roman Konoplev
Roman Yevgenyevich Konoplev, em russo Роман Евгеньевич Коноплёв  4 de setembro de 1973 - é um político, ideólogo, jornalista e escritor russo e transnistriano que imigrou para Portugal em 2013.
Em novembro de 1992 era membro da oposição na Rússia. Entre 22 de setembro e 4 de outubro de 1993, ao defender a soberania do Soviete Supremo, participou na Crise Constitucional de 1993.
Ele foi o membro do Partido Bolchevique Nacional (1997-2003) e do Partido "AVANÇO!" (2006-2012).
É licenciado em Direito (1996) pelo Instituto Internacional de Economia e Direito em Moscovo e licenciado em Engenharia Informática pelo Universidade Técnica Estadual de Briansk em 2003. Konoplev começou a carreira de escritor em 2005, publicando o seu primeiro romance, Evangelie ot ekstremista.
Como jornalista e comentador político, Roman Konoplev trabalhou para a jornais "Dnestrovskij Curier" e "Russkij Proriv" (2008-2009)  e agências de notícias "Lenta PMR" (2004-2008) e "DNIESTER" (2009-2017), estratega na República da Transnístria (um estado localizado na Europa Oriental não reconhecido pela comunidade internacional).
Ele é o produtor e compositor  da banda de Rock Alternativo Bering Hotel desde de 2021.